# حلوى شباكية
الشبَّاكيَّة أو القريوش أو المخرقة هي حلوى مغاربية رمضانية تُستهلك في الجزائر والمغرب، ولا يخلو منها بيت مغاربي في شهر رمضان، والشباكية تقترن بشهر رمضان، وعيد الفطر خصوصا، ولها شكل مميز، مغطاة بالعسل وحبّات السمسم أو الجلجلان. في المغرب، غالبا ما يتم تناولها مع أتاي المنعنع (أي الشاي المغاربي) أو مع الحريرة المغربية الساخنة. وتعتبر الشباكية المغربية من أقدم الحلويات المعروفة في المطبخ المغربي.

## أصل التسمية
سميت بالشباكية لأن العجينة حينما تقتع، يشبه ذلك الشكل إلى الشُبَّاك و لأنها تشبك بعناية بشكل دائري تصاعدي، وتطلى بالينسون على العسل.

### في المغرب
وللشباكية العديد من الأسماء، التي تختلف من مدينة إلى أخرى، ففي مدينة الرباط يطلق عليها اسم "المخرقة"، أما سكان الجزائر ومدينتي تازة وفاس المغربيتين فيسمونها "قريوش" (ينطق "غريوش"). فيما اختار لها سكان الشمال اسم "كليوش" و اسم "كراوش" في بعض المناطق المغربية. و الفرق بين الأسماء يترجم فرق في التحضير و شكل الحلوى.
كما يقال أن هناك قصة حب وراء اختراعها.

## التاريخ

### في المغرب
صمدت الشباكية لقرون حيث تعتبر الشباكية المغربية من أقدم الحلويات المعروفة في المطبخ المغربي. أشارت فاطمة حال، و هي طباخة مغربية اشتهرت بكتب الطبخ المغربي في المغرب و فرنسا، أن يتميز المطبخ المغربي بثقافة المعسلات، ثقافة أورثها مُنْذُ العصور الوسطى، و أن قرون عديدة كانت لازمة لتصبح الشباكية على ما هي اليوم من ناحية المذاق و الشكل و يعود فضل ذلك إلى ابتكارات المرأة المغربية و تشبثها بالتقاليد و الثقافة المغربية.
كما يقال أن الشباكية أو القريوش المغربي دخل عدة دول في شمال إفريقيا منها مصر والجزائر وفلسطين. و أطلق الفلسطينيون اسم "القريوش المغربي" للدلالة إلى هذه الحلوة

## الوصف
تعتبر من الحلويات العسلية، مشبكة بعناية، مزينة بالجلجلان (السمسم)، ومعطرة بالينسون وماء الزهر والشمر، لها شكل دائري مميز ومشبك وكأنه مزخرف.

## الشباكية في رمضان

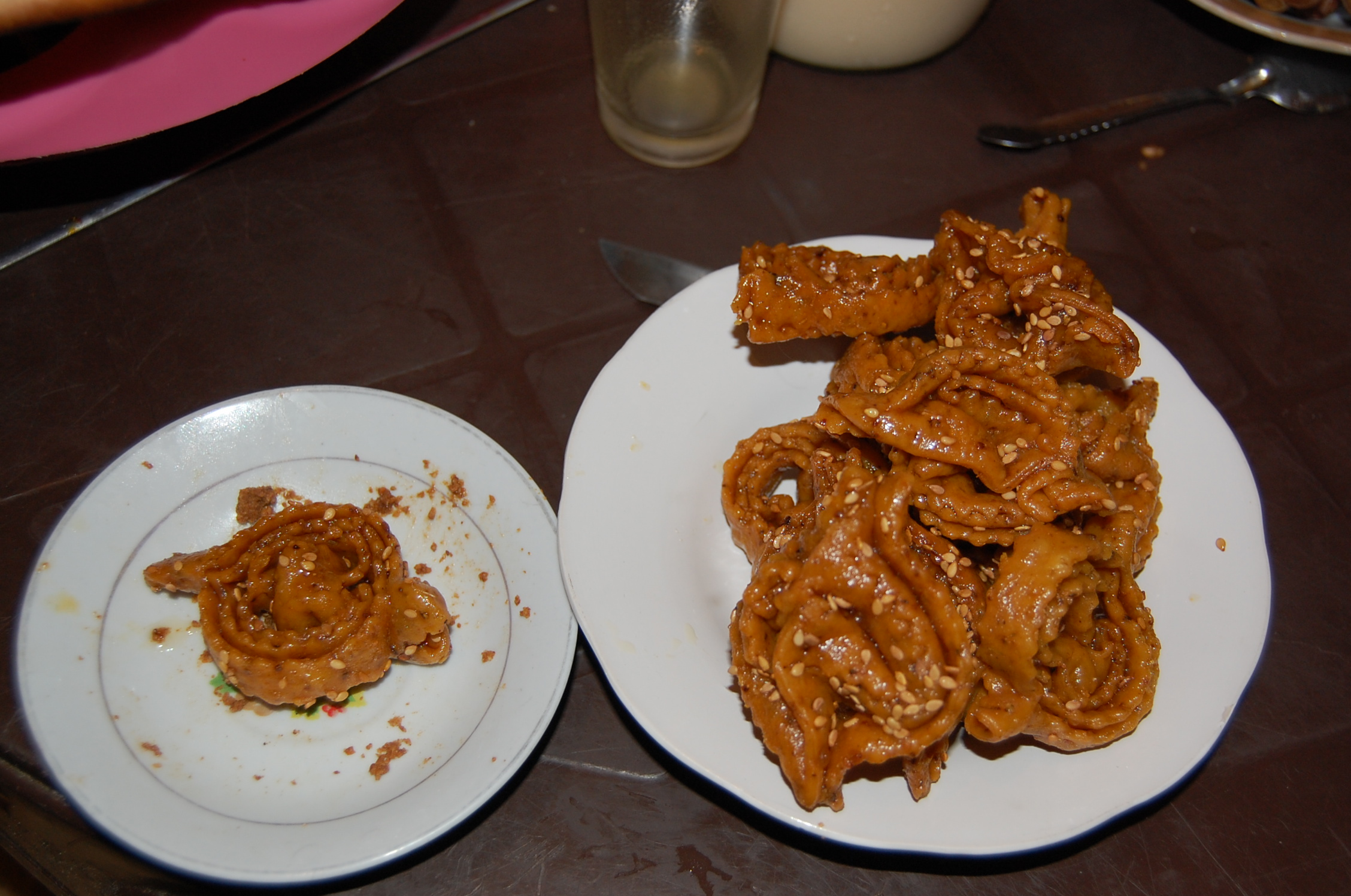
صحنيْن مِنَ الشبَّاكيَّة على مائدة الإفطار في رمضان.

يَزدادُ الطلب على الشباكية خلال شهر رمضان في المغرب. وتُحضَّر قبلَ حلول شهر رمضان على الأبواب، في البيوت وفي المتاجر. وهي من الحلويات الأساسية على الموائد اليومية الرمضانية، خصوصًا من حيث الجمالية والتذوق، إلى جانب الحريرة والتمر واللبن.